# Гютерсло, Альберт Пэрис
Альберт Пэрис Гю́терсло, настоящее имя Альберт Конрад Китрейбер (нем. Albert Paris Gütersloh; 5 февраля 1887, Вена — 16 мая 1973, Баден-под-Веной, Австрия) — австрийский художник и писатель

, духовный отец венской художественной школы фантастического реализма.

## Жизнь и творчество
А. Китрейбер учился в католических гимназиях в Мельке и Больцано так как, согласно желанию родителей, должен был стать духовным лицом. Однако в 1904 году Китрейбер начинает обучение на актёра, и затем выступает в провинциальных театрах Австро-Венгрии и Германии, при помощи Макса Рейнгардта получает место в берлинском Немецком театре.
Как художник Китрейбер впервые заявил о себе на международной выставке в Вене в 1909 году. Затем выставлялся в венском Арт-Клубе, на Венской Сецессион, а также во Франции, Италии, Германии. В 1911 году уехал в Париж, где работал художественным критиком, в 1911-12 годах брал уроки масляной живописи у Мориса Дени. Вернувшись в Вену, стал учеником Густава Климта и вошёл в близкий к последнему круг художников — наряду с Эгоном Шиле и Йозефом Гофманом.
В 1911 году вышел в свет первый, экспрессионистский роман Китрейбера Танцующая дура. С 1914 года он занимался также издательским делом, выпускал журнал Der Kuckabout; в 1918—1919 — журнал Die Rettung (Спасение). В 1922 году вышел его второй роман — Лгун среди граждан; в том же году писателю была присуждена литературная премия Теодора Фонтейна. В 1921 году Китрейбер официально поменял своё имя на Альберт Пэрис фон Гютерсло (как он себя сам именует ещё с 1906 года). В 1926 году вышла его автобиографическое сочинение Признания современного художника.
В 1919-21 годах А. Гютерсло работал главным режиссёром мюнхенского Дома театра, в это же время выступал как сценический художник венского Бургтеатра. В 1930—1938 он — профессор в венской школе прикладного искусства, с 1933 по 1939 — член Венской Сецессион. После аншлюса Австрии Гютерсло был объявлен национал-социалистами представителем дегенеративной живописи, в 1938 лишён звания профессора, а в 1940 году ему было запрещено рисовать. В период с 1938 по 1948 год художник снимал жильё совместно с известным писателем Хаймито фон Додерером, автором первой монографии от Гютерсло (Der Fall Gütersloh (1930)). В 1962 году Гютерсло издал роман Солнце и Луна, где карикатурно вывел образ Додерера, после чего дружба между писателями прекратилась.
С 1945 по 1962 год Гютерсло руководил художественной школой при венской Академии изящных искусств. С 1953 он — ректор школы, с 1955 года — профессор. С 1951 — первый президент Федерации художников-модернистов Австрии. Был лауреатом ряда художественных и литературных премий Австрии.
К столетию со дня рождения А. П. Гютерсло в 1987 году австрийской почтой была выпущена специальная почтовая марка.

## Избранные романы (кроме вышеуказанных)
- Видения о старом и новом (Сборник рассказов, 1921)
- Легендарная фигура (1946)
- Притчи об Эросе (Сборник рассказов, 1947)
- Притча о дружбе (1969)

## Галерея

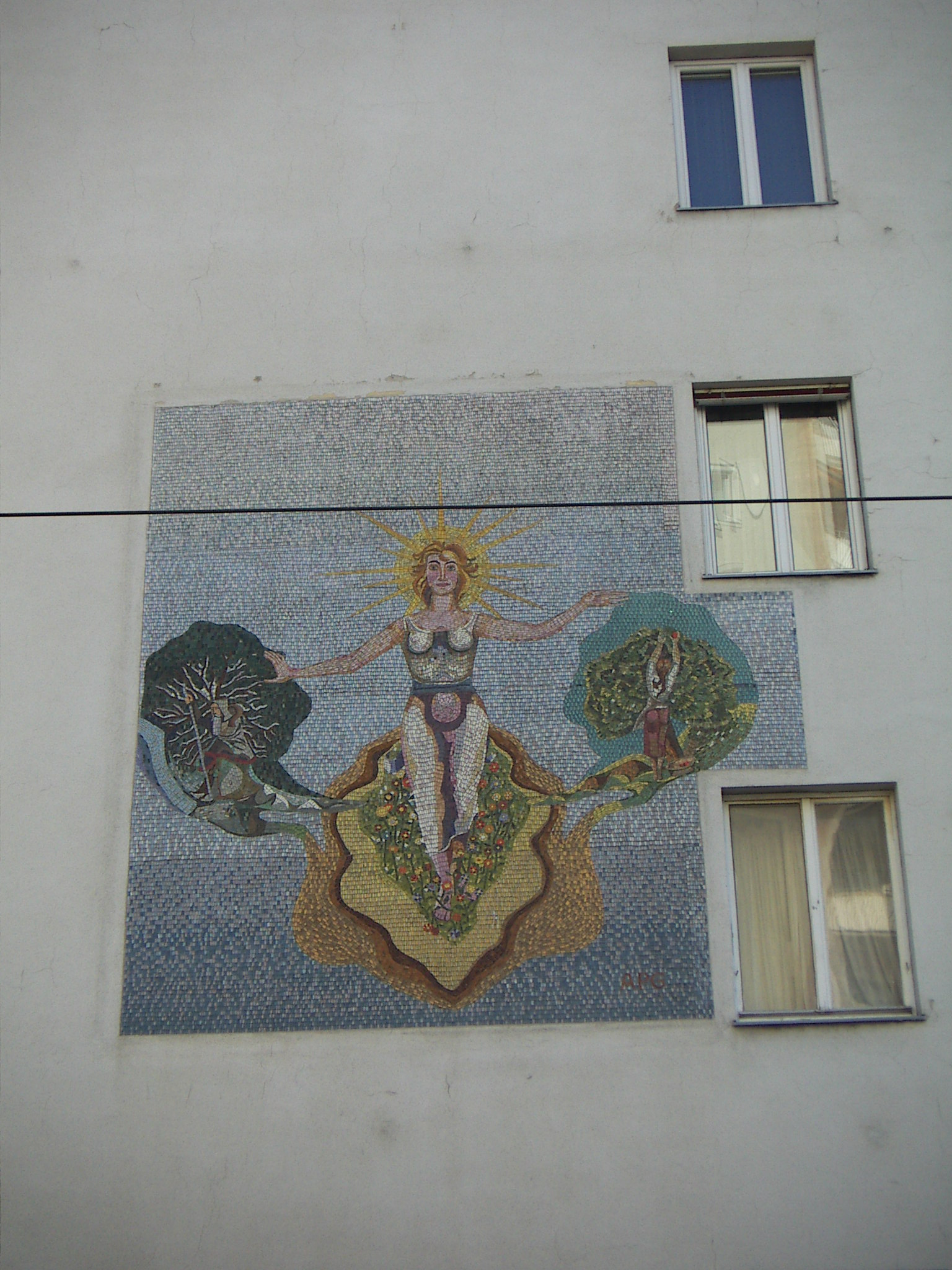
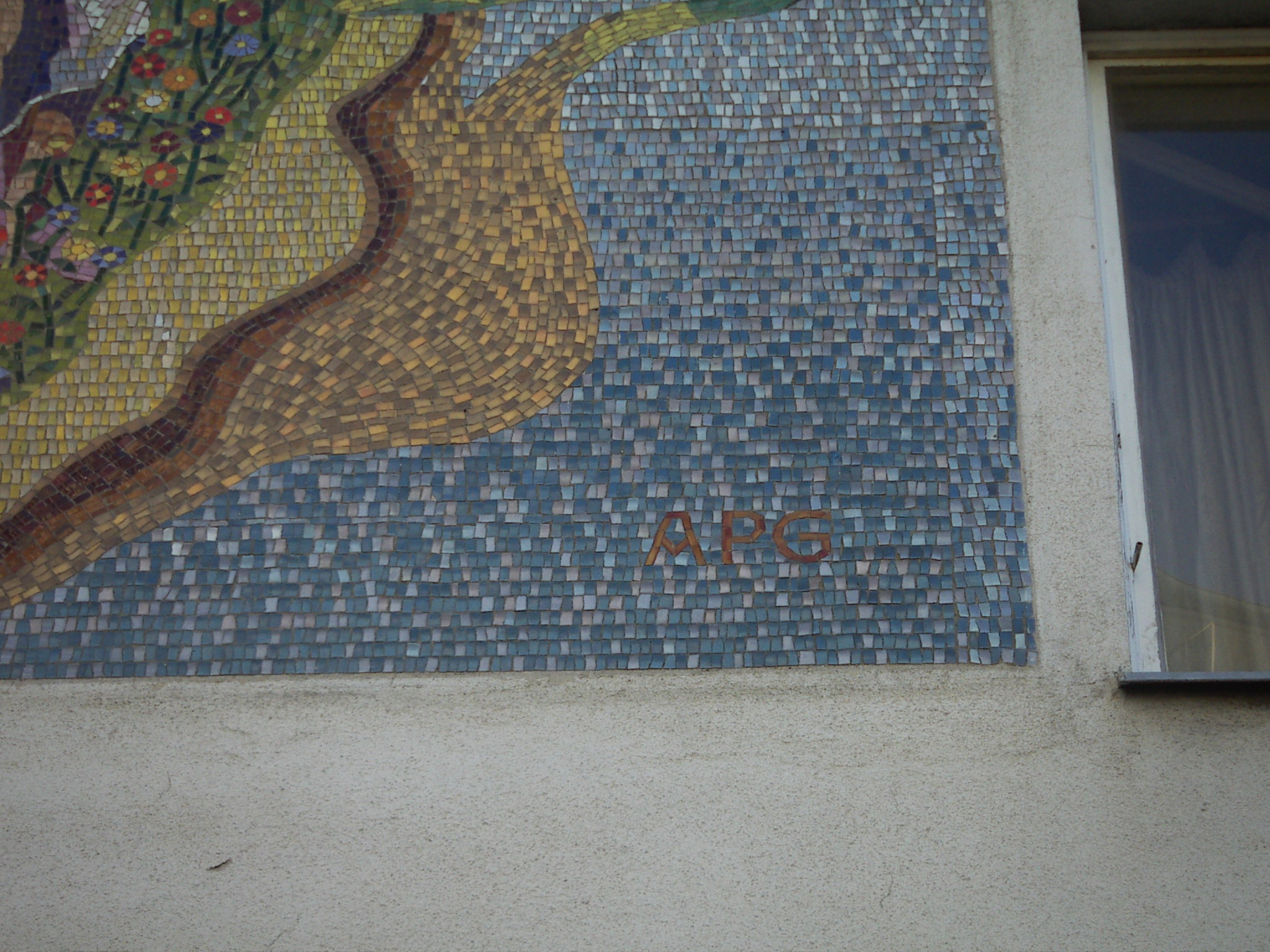